# Bunyip

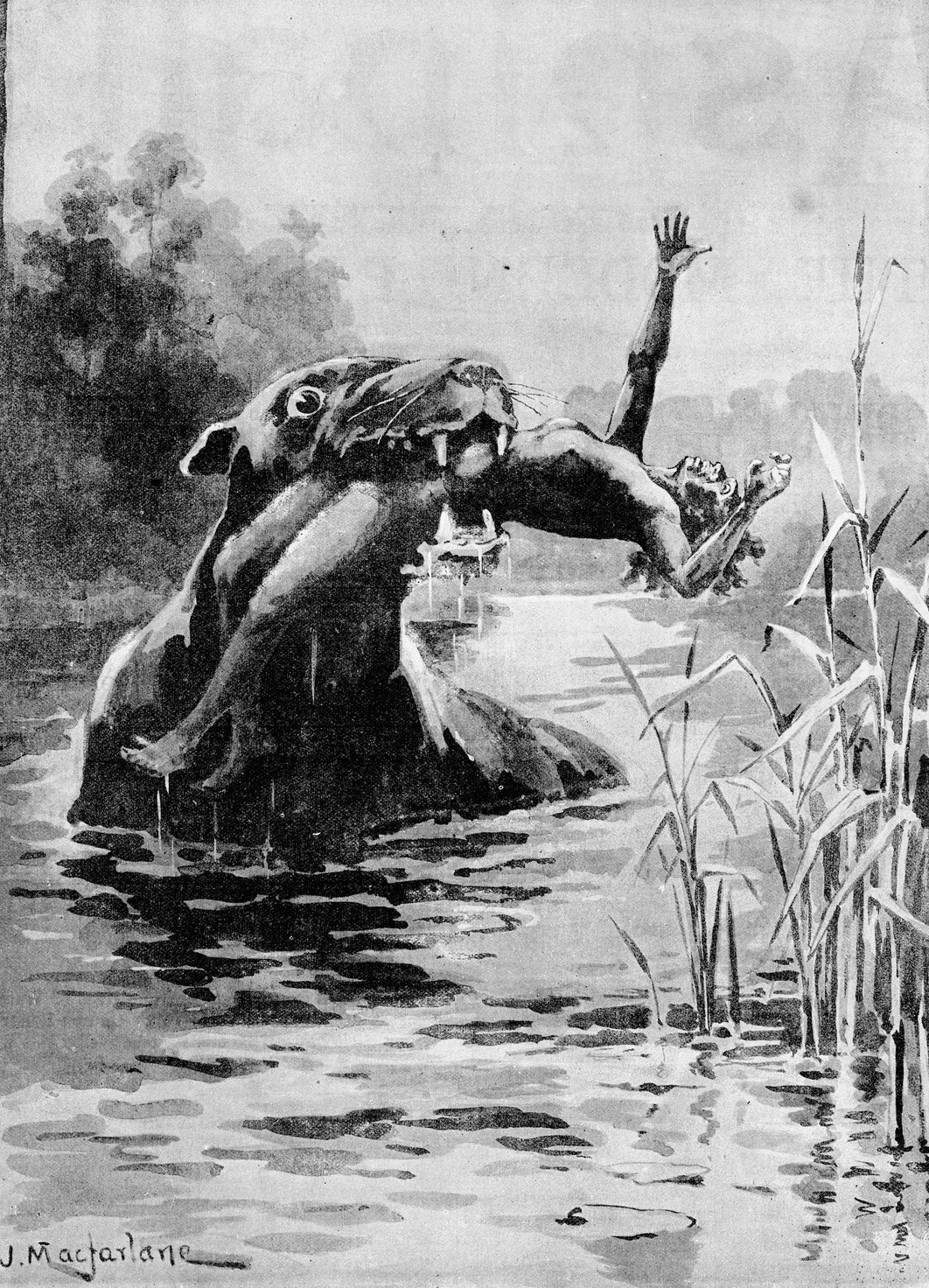

Bunyip eller kianpraty är en stor mytisk varelse som kommer från aboriginernas mytologi, som finns i träsk, korvsjöar, bäckar, flodbäddar och vattenhål.
Namnet Bunyip kommer från Wemba-Wemba eller från Wergaiaspråket, aboriginfolk i sydöstra Austrailen. På andra språk kallas den i stället waa-wee, moorop, kayanprati, toor-roodun, tunutpan, mulge-wanke, mulyawonk och katenpai. Bunyipen beskrivs som ett svart pälsklätt djur med ett huvud som en säl, men med nedhängande öron och en tunnformad kropp. Den sägs också ge ifrån sig ett skräckinjagande ylande. De första européerna trodde till en början att det handlade om ett ännu okänt djur och gjorde flera försök att dokumentera djuret. Ett kranium påträffades 1841 i Hawkesburyfloden och ett annat hittades 1847 på stranden av floden Murrumbidgee och troddes i båda fallen vara skallar eller bunyipen. Båda har dock senare visat sig vara skallar från deformerade hästfoster. Vetenskapen har idag avfärdat bunyipen som ett verkligt djur, möjligen kan berättelserna om bunyipen vara inspirerade av aboriginernas första möten med förrymd boskap från de första bosättarna. Bunyipen lever vidare i traditionella aboriginska föreställningar och förekommer även i kryptozoologiska observationer från Australien.